# Махбас
Ал Махбас, известен също като Ел Махбас и Ел Махбес, е град в североизточна Западна Сахара, в провинцията Гуелмим-Ес Семара. Градчето се намира в близост до границата с Мароко и Алжир.
Населението на Ал Махбас през 2004 година е било 7331 души.

## Побратимени градове
- Ноя, Испания
- Кашиано ин Вал ди Пеза, Италия